# Municipio de Franklin (condado de Licking)
El municipio de Franklin (en inglés: Franklin Township) es un municipio ubicado en el condado de Licking en el estado estadounidense de Ohio. En el año 2010 tenía una población de 2118 habitantes y una densidad poblacional de 33,22 personas por km².

## Geografía
El municipio de Franklin se encuentra ubicado en las coordenadas 39°59′18″N 82°20′52″O / 39.98833, -82.34778. Según la Oficina del Censo de los Estados Unidos, el municipio tiene una superficie total de 63.75 km², de la cual 63,59 km² corresponden a tierra firme y (0,25 %) 0,16 km² es agua.

## Demografía
Según el censo de 2010, había 2118 personas residiendo en el municipio de Franklin. La densidad de población era de 33,22 hab./km². De los 2118 habitantes, el municipio de Franklin estaba compuesto por el 98,39 % blancos, el 0,57 % eran afroamericanos, el 0,14 % eran amerindios, el 0,42 % eran asiáticos, el 0,05 % eran de otras razas y el 0,42 % eran de una mezcla de razas. Del total de la población el 0,47 % eran hispanos o latinos de cualquier raza.